# Euphorbia melitensis
Euphorbia melitensis ist eine Pflanzenart aus der Familie der Wolfsmilchgewächse (Euphorbiaceae). Sie findet sich ausschließlich in Malta.

## Beschreibung
Euphorbia melitensis ist ein dicht wachsender Halbstrauch, der üblicherweise Höhen bis zu 0,5 Meter, selten bis zu 1 Meter erreicht. Blütezeit ist der Frühling. Die Pflanzen sind zweihäusig, die im charakteristischen Cyathium angeordneten, kleinen und unscheinbaren Blüten sind von hellgelben Tragblättern umgeben. Die Frucht ist eine dreifach gelappte, stachlige Kapsel.

## Verbreitung
Euphorbia melitensis ist ausschließlich in Malta heimisch, in den dortigen Garrigues. Sie ist häufig und eine bevorzugte Wirtspflanze der Quendel-Seide (Cuscuta epithymum).

## Systematik und botanische Geschichte
Die Art wurde 1869 von Filippo Parlatore erstbeschrieben, gelegentlich wird sie zu Euphorbia spinosa gestellt.